# El complejo de Filemón
El complejo de Filemón (Le Complexe de Philémon) o Mi marido tiene complejos es una obra de teatro en tres actos del dramaturgo francés Jean Bernard-Luc, estrenada en 1950.

## Argumento
François y Hélène Saint-Faust parecen el matrimonio perfecto, hasta que ella conoce el psicoanálisis por medio del Profesor David-Kouglow. Hélène empieza a ser consciente de sus propios complejos al tiempo que cree descubrir en su marido un comportamiento neurótico. Este a su vez empieza a a cuestionar el equilibrio mental de su cónyuge.

## Representaciones destacadas
- Teatro Montparnasse, París, 10 de diciembre de 1950. Estreno.
  - Dirección: Marguerite Jamois.
  - Intérpretes: Suzanne Flon (Hélène), Henri Guisol (François), Grégoire Aslan (David-Kouglow), Léon Berton, Mady Berry, Jany Mourey, Madeleine Barbulée, Gilberte Géniat, Louisa Colpeyn.

- Teatro de la Comedia, Madrid, 1951.[4]
  - Traducción: Luis G. Linares.
  - Intérpretes: Conchita Montes, Pedro Porcel, Lola Gálvez, Juan Espantaleón, José Franco, Pilar Muñoz, Carmen Posadas y Ángeles Puchol.

- Teatro Sala Chopin, Ciudad de México, 1958. (Como Mi marido tiene sus complejos).[4]
  - Dirección: Fernando Wagner.
  - Intérpretes: Sara Guash, Magda Donato, Amparo Grifell, Marión de Lagos, Carolina Barret, José Elías Moreno, Carlos Riquelme, Eduardo Uthoff.

- Teatro de los Campos Elíseos, París, 1963.
  - Dirección: Christian-Gérard
  - Intérpretes: Delphine Seyrig (Hélène), Henri Guisol (François), Jean-Roger Caussimon (David-Kouglow), Henri Giquel, Marcelle Duval, Liliane Gaudet, Anne Rabanit.

- Televisión. Estudio 1, Televisión española, España, 31 de agosto de 1973.
  - Intérpretes: Alberto de Mendoza, Lola Herrera, José María Prada, Belinda Corell, Carmen Rossi, Yelena Samarina, Blanca Sendino, Pepa Terrón y Alfonso del Real.

- Televisión. Au théâtre ce soir, TF1, Francia, 26 de octubre de 1973.
  - Intérpretes: Suzanne Flon, Bernard Lavalette, Grégoire Aslan, Fred Pasquali, Gabrielle Doulcet, Liliane Gaudet.